# Santos Lugares (Santiago del Estero)
Santos Lugares es una localidad argentina ubicada en el departamento Alberdi de la provincia de Santiago del Estero. Se encuentra en el cruce de las rutas provinciales 2 y 17, 9 km al este del río Salado del Norte, el cual ocasiona grandes daños con sus crecientes.
En 1987 el sacerdote Dulio Guerreri instaló en Santos Lugares una escuela técnica que se convirtió en la única escuela secundaria en 80 km a la redonda, la misma depende del Obispado de Añatuya; 80% de los estudiantes no vive en la localidad. En la villa la electricidad no se suministra de forma continua y el puesto de salud recibe un médico cada 2 semanas. La escuela organiza encuentros de productores.

## Población
Cuenta con 313 habitantes (Indec, 2010), lo que representa un incremento del 51,2% frente a los 207 habitantes (Indec, 2001) del censo anterior.
| Gráfica de evolución demográfica de Santos Lugares entre 1991 y 2010 |
|                                                                      |
| Fuente: Censos nacionales del INDEC                                  |

## Parroquias de la Iglesia católica en Santos Lugares
| Diócesis  | Añatuya          |
| --------- | ---------------- |
| Parroquia | Del Santo Cristo |